# Giuseppe Di Bernardo
Giuseppe Di Bernardo (Firenze, 25 gennaio 1971) è un fumettista italiano.

## Biografia
Dopo il diploma al liceo artistico, frequenta la Scuola Internazionale di Comics e inizia la carriera professionale illustrando giochi di ruolo e lavorando per la pubblicità televisiva, sue alcune illustrazioni per la prima serie delle carte dei Gormiti.
Nel 1994 si classifica terzo al concorso di fumetti Pierlambicchi di Prato ed esordisce nel settore fumettistico disegnando un paio di storie sulla riviste Demon story e Satanico. Nello stesso anno crea il personaggio "Desdy Metus-L'insonne". La serie dura solamente tre numeri, ma Di Bernardo attira l'attenzione della critica specializzata. Sempre nel 1994 disegna il volume Altri Romei altre Giuliette, scritto da Ade Capone e pubblicato dalla Star Comics.
A partire dal 1995 collabora con la rivista Selen di Stefano Trentini, disegnando diversi racconti erotici. Successivamente pubblica una storia sul Giornale dei misteri e scritta da Moreno Burattini: il titolo è Missione UFO e le chine sono di Jacopo Brandi, con cui firmerà gran parte dei suoi lavori futuri. La firma di Bernardo appare anche sul numero 60 di Lazarus Ledd, dove realizza le matite dell'episodio L'armatura nera, sempre inchiostrato da Brandi. Nel 1996 compie un'incursione alla Sergio Bonelli Editore, disegnando la matite di Un giorno da cani, numero 253 di Mister No inchiostrato da Marco Bianchini, e disegna il numero 4 di Samuel Sand, intitolato La follia di Monsieur Giraud e pubblicato dalla Star Comics.
Nel 1998 interrompe la collaborazione con Selen e da questo momento al 2000 disegna sei albetti promozionali di Eva e Chris. Si dedica inoltre ai fumetti multimediali: Nebula è infatti il primo e-comics italiano e dietro la sua nascita c'è proprio Di Bernardo. Per la Tisifone si occupa anche della serie multimediale Progetto tetha, creando i personaggi delle Errini. Entrambi i lavori nascono dalla collaborazione con Brandi. Nel novembre del 1999 esce per Comics & Dintorni l'albo monografico Yndi@, la nuova genesi.
Nel 1998 Éva Henger è la protagonista de Le avventure ermetiche di Eva Henger, fumetto voluto da Riccardo Schicchi, disegnato da Giuseppe Di Bernardo con Jacopo Brandi su un'idea di Marco Bianchini; veniva pubblicato a puntate sulle riviste della Diva Futura.
Nel 2000 disegna con Brandi Presenze, il fumetto ufologico-Chirurgia parallela, episodio scritto da Andrea J. Polidori (altro suo collaboratore storico) e apparso come allegato alla rivista UFO notiziario. L'anno successivo torna sul personaggio di Desdy Metus realizzando con Brandi e Polidori gli albi L'onda anomala e Il re linchetto, volumi pubblicati dalla Titivillus.
Nel 2002 appare il suo primo episodio di Diabolik, serie per cui lavora ancora attualmente: nel mese di luglio esce infatti Relazioni pericolose, con le chine di Franco Paludetti e Beniamino Delvecchio. Successivamente realizza gli episodi: La guardia del corpo, Doppia trappola, Amnesia, Vite incrociate, Il fuoco della vendetta, Incubo atomico, Troppi prigionieri, Il prezzo dell'inganno, La morte sa aspettare, La vendetta di Ginko, Fermate la ghigliottina, Una maschera per Ginko, La congiura dei traditori, La catena di ghiaccio, Colpo su colpo, L'ultimo colpo, Il regalo, Il bracciale perduto, Angoscia dal passato, In mano al nemico, Due piani infallibili, Diabolik entra in gioco, Il primo amore, Sempre più a rischio, Obiettivo in nero, Vite al limite, Come per magia, La posta in gioco, Ricatto internazionale e gli albi fuori serie Colpo a Rimini, Il sangue di Giove e su Il grande Diabolik gli episodi: La vera storia dell'isola di King, La maschera e il volto e Tutte la vite di un gatto.
Due anni dopo approda anche al mercato francese, disegnando tre volumi per Les Humanoïdes Associés dal titolo: L'ancêtre programmé - Tome 4 - Le temps du savoir, L'ancêtre programmé - Tome 5 - La révélation e Le silence de la terre - Tome 2 - Funny war.
Per Di Bernardo è un grande momento e il 2005 segna la consacrazione definitiva della sua Desdemona Metus: ad aprile esce infatti in edicola per la Free Books il primo numero della serie L'insonne, dal titolo Crimini dimenticati. L'insonne è anche una delle prime serie a fumetti italiane a sbarcare su piattaforma iPad e iPhone.
Con lo scrittore Carlo Lucarelli e Mauro Smocovich, per l'Editore Star Comics, nel 2008 crea il personaggio a fumetti Cornelio - Delitti d'autore di cui scrive le prime tre sceneggiature dal titolo Il club della paura, La reliquia del vampiro e Technozombie. Sempre su soggetto di Carlo Lucarelli, sceneggia una storia breve de Il Brigadiere Leonardi, dal titolo Il falegname, edita dalle Edizioni BD.
Nel 2011 crea una nuova miniserie a fumetti che tratta il folklore della teoria del complotto e del rapimento alieno. La collana, dal titolo The Secret e composta di otto episodi mensili, ha visto la luce nel marzo per la casa editrice Star Comics ed è stata ristampata e ampliata tre anni dopo dalle Edizioni Inkiostro. Nel 2012 torna a scrivere di UFO con il fumetto pubblicato in edicola per i tipi della Light & Darkness di Terni. Il fumetto, dal titolo Breve storia degli UFO a fumetti, è illustrato da Rosario Raho ed è scritto con la collaborazione di Roberto Pinotti, che appare nella storia come personaggio.
Nel 2019 pubblica per le Edizioni Inkiostro, la graphic novel Il Mostro di Firenze - Enigma Senza Fine, con i disegni di Vittorio Santi, dove racconta una storia di fantasia liberamente ispirata alla vicenda del serial killer delle coppiette. Nella storia compare anche la sua eroina Desdemona Metus, inserendo il volume nella linea narrativa della serie L'Insonne.
Nel 2009 riceve il prestigioso premio fumettistico Scure d'Oro, mentre nel 2017 gli viene assegnato l'Italian Crepax Awards. Precedentemente, grazie alle sue pubblicazioni, gli era stato assegnato il Comicus Prize durante il Napoli Comicon del 2006 e il Premio Ayaaaak al Cartoomics di Milano nel 2007.
Per l'Editore Marco Del Bucchia ha pubblicato il romanzo La lunga notte de L'insonne, dedicato alla sua eroina L'insonne e precedentemente, per lo stesso editore, ha partecipato a due antologie intitolate Pistoia gialla e noir e Delitti per sport.
Nella raccolta Onda dall'abisso per l'Editore L'orecchio di Van Gogh, ha pubblicato il racconto: Occhi dall'abisso, già contenuto ne La lunga notte de L'Insonne. 
Nel 2013, per le Edizioni Atelier di Pistoia, scrive il racconto Il morbo della memoria contenuto nella antologia dedicata alla Shoah dal titolo Il treno della memoria. Nel racconto compare ancora una volta il suo personaggio storico Desdemona Metus alias "L'Insonne" e Di Bernardo è anche autore del disegno in copertina.
Dal 2012 al 2014, è stato editor Star Comics per il settore del fumetto italiano. Dopo aver insegnato fumetto per dieci anni alla Scuola Internazionale di Comics di Firenze attualmente è docente presso TheSign - Comics & Arts Academy.